# Берег Скелетів
Берег Скелетів (англ. Skeleton Coast, порт. Costa dos Esqueletos) — ділянка узбережжя Намібії від гирла річки Кунене, яка становить кордон з Анголою, на південь до Свакопмунду, в північній частині пустелі Наміб.

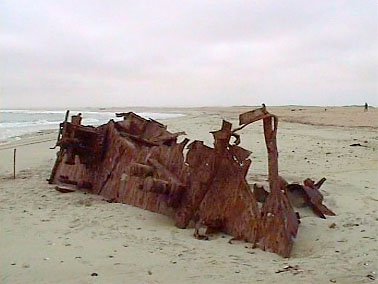
Залишки корабельної аварії на Березі Скелетів

Холодна океанська Бенгельська течія, що тече з півдня уздовж узбережжя, охолоджує повітря і створює туман, який панує тут більшу частину року. Внаслідок щільних туманів, потужного прибою, непостійних течій, а також великої кількості китів судноплавство тут надзвичайно небезпечне, і з давніх часів тут траплялися численні корабельні аварії. Остови загиблих під час цих аварій кораблів, що збилися з курсу й потрапили на мілину, і досі подекуди цяткують ці береги поруч з кістками викинутих на берег китів. Деякі з них лежать на відстані до 50 м від води — пустельні вітри, які постійно несуть пісок в море, поступово зсувають берегову лінію на захід. Рятувальні шлюпки могли перетнути лінію прибою і пристати до берега, але прибій в цих місцях настільки потужний, що на веслах перетнути його в зворотному напрямку практично неможливо. Потерпілі, яким пощастило вижити під час аварії і дістатися до землі, опинялися посеред однієї з найбільш сухих та ворожих до життя пустель світу в сотнях кілометрів пішого ходу від населених людьми місць і джерел питної води; звичайно, вони майже не мали шансів вижити і вмирали тут же на березі, внаслідок чого він й отримав свою назву.
В геологічному відношенні більша частина Берега Скелетів є однією з найстаріших ділянок поверхні Землі, позаяк корінні гірські породи, що її складають, мають вік понад 1,5 млрд років. Його поверхня — рівна прибережна низовина — подекуди переривається оголеннями скельних порід. Південна частина покрита переважно кам'янистими пустками, на північ від Торра-Бей панують поля високих піщаних дюн.
Південна частина Берега Скелетів становить Національну туристську зону Західного узбережжя. Багате рибою море приваблює сюди численних рибалок, котрі влаштовують многолюдні рибальські табори. Один з таких таборів згодом навіть перетворився на справжнє місто — Гентісбугт. Північну частину Берега Скелетів від бухти Торра-Бей до самого кордону з Анголою охоплює національний парк, доступ до якого обмежено.

## Природа

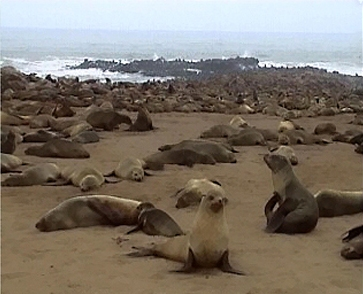
Тюленяче лежбище на мисі Кейп-Крос

Велика кількість риби приваблює сюди не тільки людей: величезні стада південноафриканських морських котиків (яких також називають вухастими тюленями) кількістю понад 100000 голів кожне посідають традиційні тюленячі лежбища удовж всього атлантичного узбережжя Намібії. На мисі Кейп-Крос в межах Берега Скелетів знаходиться єдина тюленяча колонія, яку дозволено відвідувати туристам.
При всій ворожості довколишнього середовища і непридатності його для життя Берег Скелетів надає притулок досить великій кількості наземних ссавців. Харчову базу більшої їх частини становлять великі тюленячі колонії: берегові шакали та гієни, а також менш численні леви харчуються хворими та знесиленими особинами, відбивають від стада малят, а також підбирають стерво. Інші тварини не залежать від тюленів: слони, носороги, зебри, антилопи гемсбок і куду населяють рідкі оази, що існують серед піщаних дюн далеко від узбережжя уздовж сухих русел, які сповнюються водою лише раз на кілька років, але спроможні підтримувати рідку і витривалу пустельну рослинність. Серед визначних представників місцевої флори — вельвічія (Welwitschia mirabilis) і нара (Acanthosicyos horridus).

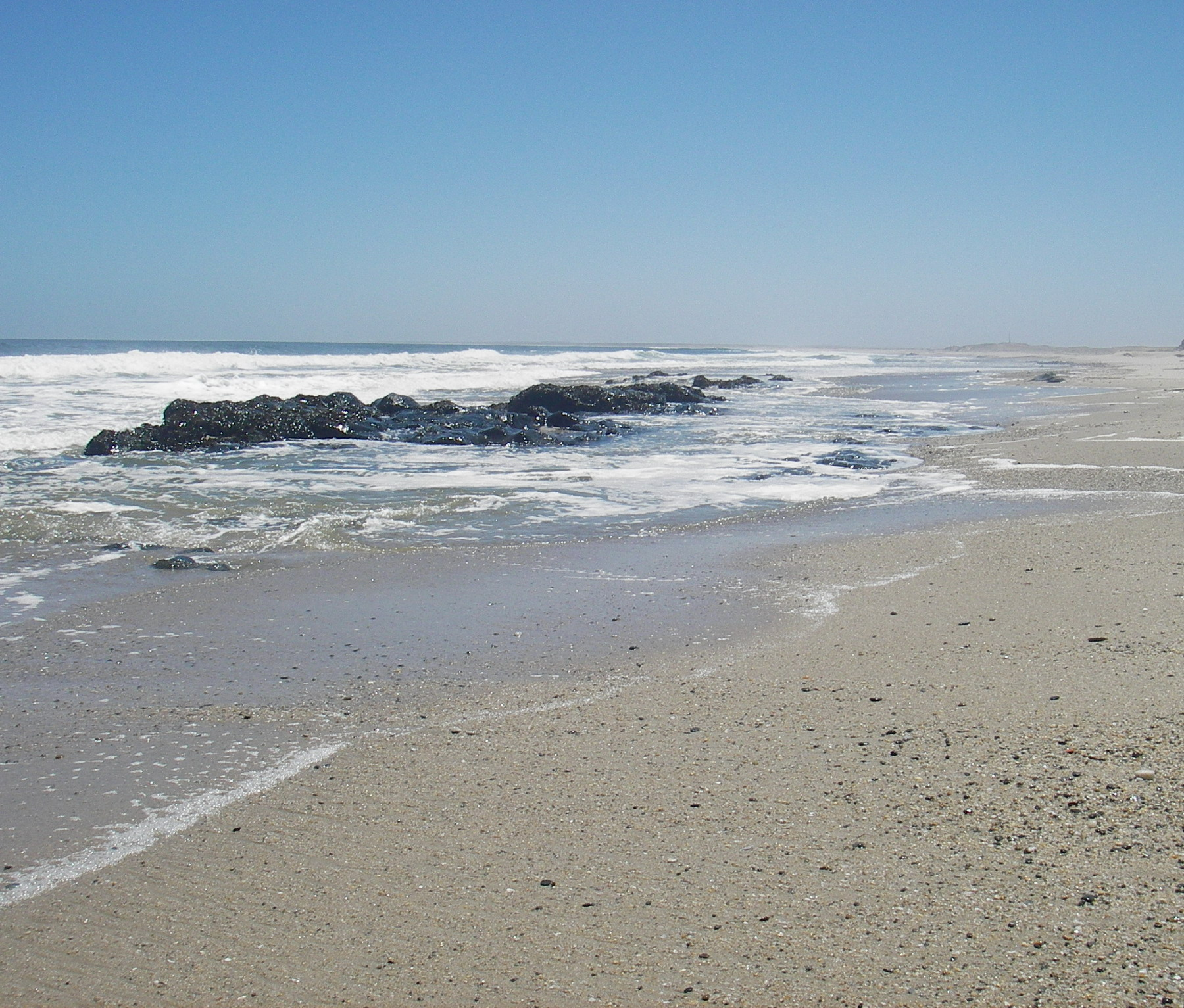
Океанське узбережжя

Прибережні піщані дюни, де майже ніколи не буває дощу і зелені рослини вижити неспроможні, подекуди покривають великі поля бурих лишайників, які отримують вологу з роси, що випадає вранці. Там, де не ростуть навіть лишайники, існує екосистема комах, які живляться продуктами розпаду рослинних і тваринних тканин, що їх приносить вітром з глибини континенту, і плазунів, які живляться комахами. Для комах роса також є єдиним джерелом вологи; ендемічний для цих місць жук Onymacris unguicularis пристосувався живитися вологою, яка конденсується з повітря на його власному черевці.
Своєрідний феномен Берега Скелетів становлять легендарні в минулому пустельні слони. Легендарні вони передусім через те, що, незважаючи на численні повідомлення місцевих жителів про зустрічі з пустельними слонами, вчені тривалий час відмовлялися вірити в те, що велетенська тварина спроможна вижити в таких надзвичайно несприятливих умовах — при майже повній відсутності води і рослинності для харчування. Існування пустельних слонів було доведене подружжям відомих кінодокументалістів і натуралістів Десом і Джен Барлетами. В результаті майже десятирічної праці вони змогли вистежити пустельних слонів, простежити за їх життям, яке повністю проходить на теренах пустелі, і зафіксувати на плівці їх спосіб життя і особливості поведінки, які не властиві слонам з будь-яких інших місцевостей Африки.

## Природний парк

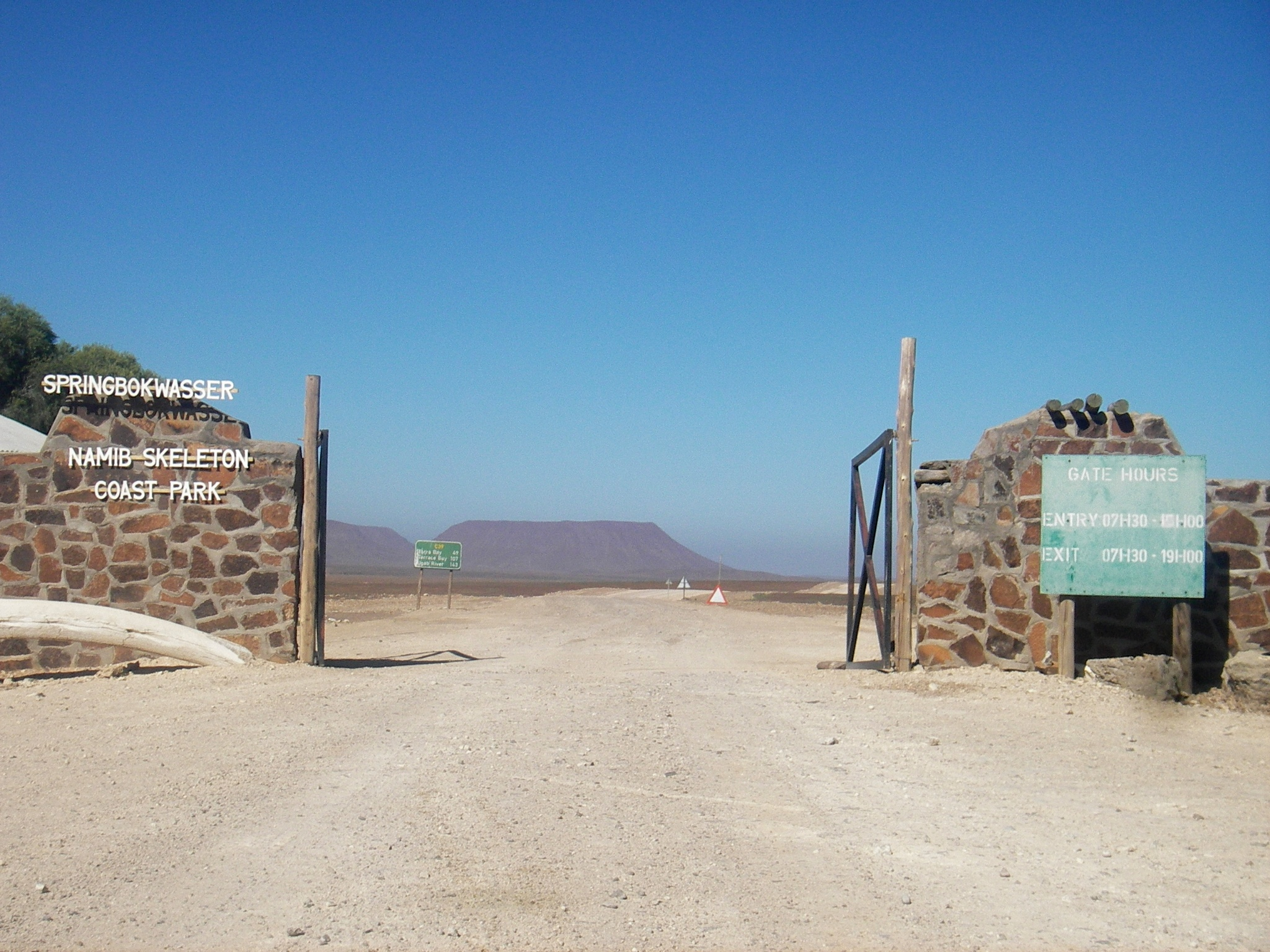
Шпрінбокська брама — в'їзд до заповідника по шосе С39

Північну частину Берега Скелетів, посідає природоохоронна зона Національного природного парку «Берег Скелетів». Її територія починається на півночі від річки Угаб і тягнеться на 500 км до річки Кунене на кордоні з Анголою. Заповідник має площу 16000 км² і на заході межує з регіоном Каоковелду. Територія заповідника розподіляється на дві зони: південну і північну. Доступ до південної вільній; північну можуть відвідувати лише групи, організовані ліцензованими туристськими підприємствами; ці групи зобов'язані дотримуватися спеціальних правил перебування і не мають права залишатися в заповіднику на ніч.
В'їзд до заповідника знаходиться за декілька кілометрів перед річкою Угаб, русло якої в цьому місці прорізує глибокий примхливий каньйон крізь оголення мармурових, доломітових та сланцевих порід. Біля в'їзду місцевість являє собою галькову пустку, лише за 100 км на північ, поблизу бухти Торра-Бей починаються поля піщаних дюн.
Біля річки Гуаб (Huab) знаходиться покинутий буровий майданчик нафтовиків, на якому зараз гніздуються капські баклани. За декілька кілометрів на північ від Торра-Бей на березі лежить корпус потерпілого судна Atlantic Pride; в розташованому неподалік каньйоні, прорізаному в барвистих пісковиках, знаходиться місце єдиного в пустелі водоспаду.
У північній частині заповідника біля річки Гоарусіб існує також ще одна природна пам'ятка, яку варто не тільки побачити, а ще й почути: так звані Ревучі Дюни Террас-Бей. Внаслідок властивостей піску, що їх складає, при певній силі та напрямку вітру з цих дюн можна з'їздити на сноуборді; при цьому резонансні коливання в піску створюють гуркіт, подібний до звуку працюючого авіадвигуна, який можна почути за декілька кілометрів.